# 劉承纓
劉承纓（？年—？年），號元洲，陕西鳳翔府麟游县人。明末政治人物。

## 生平
崇祯三年（1630年）庚午科陕西乡试舉人，四年（1631年）联捷成辛未科进士，授荆州府推官，曾经深入施南土司征兵，屢立戰功，以積勞歿於王事。